# Linea T3b (rete tranviaria dell'Île-de-France)
La linea 3b della rete tranviaria dell'Île-de-France, detta anche T3b, è una linea che collega porte Dauphine a porte de Vincennes. Da quest'ultima, parte la linea 3a che arriva a pont du Garigliano, tramite il prolungamento della stessa (in passato T3), aperta a fine 2006. Dopo tre anni di lavori, la nuova linea è entrata in servizio il 15 dicembre 2012. Questa linea tranviaria è gestita da RATP.

## Tracciato

In verde il percorso della T3b